# Zbor Hrvatske radiotelevizije
Zbor Hrvatske radiotelevizije (Zbor HRT-a) utemeljen je 1941. godine. Najprije je djelovao kao komorni ansambl, a s vremenom je prerastao u prvi profesionalni pjevački zbor u Hrvatskoj.

## Povijest
Prvi javni nastup zbor je imao 19. rujna 1941. u Hrvatskome državnom kazalištu uz Orkestar Hrvatske državne opere. S orkestrom Krugovalne postaje održao je koncert 8. rujna 1942. u zagrebačkoj katedrali pod ravnanjem Lovre pl. Matačića. Prvi samostalni javni koncert zbor je održao u Hrvatskome glazbenom zavodu 30. siječnja 1943.

## Repertoar
Zbor izvodi skladbe a cappella i vokalno-instrumentalna djela u rasponu od rane renesanse do suvremenih autora, a osobita se pozornost posvećuje njegovanju hrvatske glazbene baštine. Zbor je stekao ugled redovitim nastupima diljem Hrvatske, ali i mnogim zapaženim koncertima u inozemstvu, primjerice u Rimu, Moskvi, Salzburgu, Milanu, Parizu, Veneciji i Berlinu. Njegov je umjetnički identitet oblikovao niz uglednih glazbenika, među ostalima Vladimir Kranjčević, Igor Kuljerić, Tonči Bilić te današnji šef dirigent Tomislav Fačini. Surađivao je s mnogim uglednim hrvatskim dirigentima, primjerice Lovrom pl. Matačićem, Milanom Horvatom, Pavlom Dešpaljom, Nikšom Barezom, zatim s mnogim inozemnim gostima – Claudiom Abbadom, Lorinom Maazelom, Igorom Markevičem, Valerijem Poljanskim te s nizom solista svjetskoga glasa.

## Koncerti
U svibnju 2022. godine u Koncertnoj dvorani Vatroslava Lisinskog održali su koncert povodom osamdesetog rođendana.

## Nosači zvuka
(nepotpun popis)
- Boris Papandopulo: Hrvatska misa u d-molu, op. 86, Cantus, HDS i HRT, 2004.
- Kako jelen vrilo traži, Orfej i HRT, 2006.
- Hrvatska božićna priča, Cantus, 2011.
- Hrvatska glazba na Riva dei Schiavoni, Cantus, HDS i HRT, 2012.
- Osorska trilogija, Cantus, HDS i HRT, 2012. (trostruki CD[1])
- Donizetti Heroines, Sony Classical, 2013.
- Ivan Zajc: Noćni čar, HRT, 2014.
- Sretan Božić – Igor Kuljerić, 2014.
- Boris Papandopulo: Muka Gospodina našega Isukrsta (po Ivanu), HRT, 2015.
- Vinko Jelić: Audivi vocem, HRT, 2016.
- Vatroslav Lisinski: Ljubav i zloba, HRT, 2017.
- Ivan pl. Zajc: Nikola Šubić Zrinjski, HRT, 2018.
- Mir, zlato, tamjan, HRT, 2018.
- Vatroslav Lisinski: Zborovi i popijevke, HRT, 2019.
- Nebo i zemlja Tomasa Cecchinija, HRT, 2020.
- Vatroslav Lisinski: Porin, HRT, 2020.
- Jakov Gotovac: Ero s onoga svijeta, cp i BR-Klassik, 2020. (snimka izvedbe u Münchenu 2019.[1])

## Nagrade
- Diploma Milka Trnina Hrvatskog društva glazbenih umjetnika za „izuzetne umjetničke dosege u 2004. godini”[1]

## Vanjske poveznice
- Zbor na stranicama HRT-a